# كريس ستيوارت (لاعب كرة قاعدة)
كريس ستيوارت (بالإنجليزية: Chris Stewart)‏ هو لاعب كرة قاعدة أمريكي، ولد في 19 فبراير 1982 في فونتانا في الولايات المتحدة.

## وصلات خارجية
- كريس ستيوارت على موقع دوري كرة القاعدة الرئيسي (الإنجليزية)
- كريس ستيوارت على موقعبيزبول رفرنس.كوم (الدوري الرئيسي) (الإنجليزية)
- كريس ستيوارت على موقعبيزبول رفرنس.كوم (الدوري الثانوي) (الإنجليزية)
- كريس ستيوارت على موقع إي إس بي إن.كوم (أم.أل.بي) (الإنجليزية)
- كريس ستيوارت على موقع مشجعي الرسوم البيانية (الإنجليزية)